# 符騰堡的卡塔琳娜 (1783年)
符騰堡的卡塔琳娜（德語：Katharina von Württemberg，1783年2月21日—1835年11月29日），西發里亞王后，1807年至1813年在位。

## 家庭
1807年，卡塔琳娜與拿破崙的弟弟、西發里亞國王热罗姆·波拿巴結婚，兩人共有2子1女：
1. 熱羅姆（英语：Jérôme Napoléon Charles Bonaparte）（1814年—1847年）
2. 瑪蒂爾德（英语：Mathilde Bonaparte）（1820年—1904年）
3. 拿破崙（1822年—1891年）